# 塔科拉姆
塔科拉姆（Thakkolam），是印度泰米尔纳德邦Vellore县的一个城镇。总人口11919（2001年）。

## 人口
该地2001年总人口11919人，其中男性6417人，女性5502人；0—6岁人口1245人，其中男662人，女583人；识字率69.81%，其中男性为79.76%，女性为58.22%。